# 판산치
판산치(潘善琪, 중국어: 潘善琪, 병음: Pān Shànqí, 1977년 10월 7일 ~ )는 일본에서 활동하는 중화민국의 바둑 기사이다. 타이완 출신. 1996년에 바둑 기사가 되었다. 같은해에 2단이 되었으며 2000년에는 5단이 되었다. 현재 7단.